# Piste cendrée
Une piste cendrée est une piste d'athlétisme ou d'hippodrome dont le revêtement est composé d'un mélange de sable et de cendre ou de mâchefer.

## Histoire

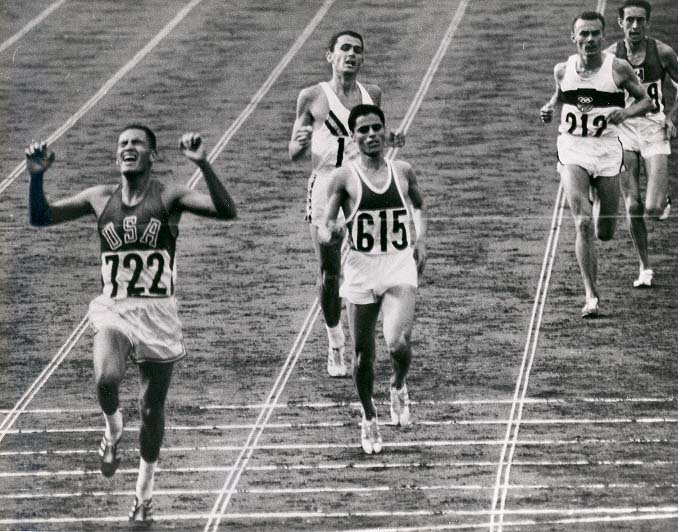
Billy Mills remporte le 10 000 mètres des Jeux olympiques d'été de 1964, les derniers courus sur une piste cendrée.

Des pistes en cendrée sont aménagées par le spécialiste britannique Charles Perry, employé du London Athletic Club (en) à Stamford Bridge, pour les épreuves d'athlétisme des Jeux olympiques de 1896, 1908, 1912 et 1920.
Une piste en cendrée est utilisée pour la dernière fois aux Jeux olympiques à Tokyo en 1964.